# Palindroom
Een palindroom (van het Grieks: πάλιν, "opnieuw" en δρόμος, "(door)lopen"), keerwoord of spiegelwoord is een woord waarin de letters symmetrisch gerangschikt zijn, zodanig dat het woord van achter naar voren gelezen hetzelfde is als van voor naar achter. Bij uitbreiding gebruikt men het begrip ook voor volledige zinnen, voor getallen, gensequenties, en soms voor datums. Lange palindromen zijn haast altijd zeer gekunstelde woorden of zinnen.
De Van Dale trekt de definitie iets breder, naar een zin die van achteren naar voren gelezen kan worden, waarbij de betekenis gelijk blijft (zoals parterretrap) of verandert (zoals kolk). In de praktijk wordt ‘palindroom’ echter vrijwel alleen gebruikt voor een woord dat hetzelfde blijft als je het omdraait.

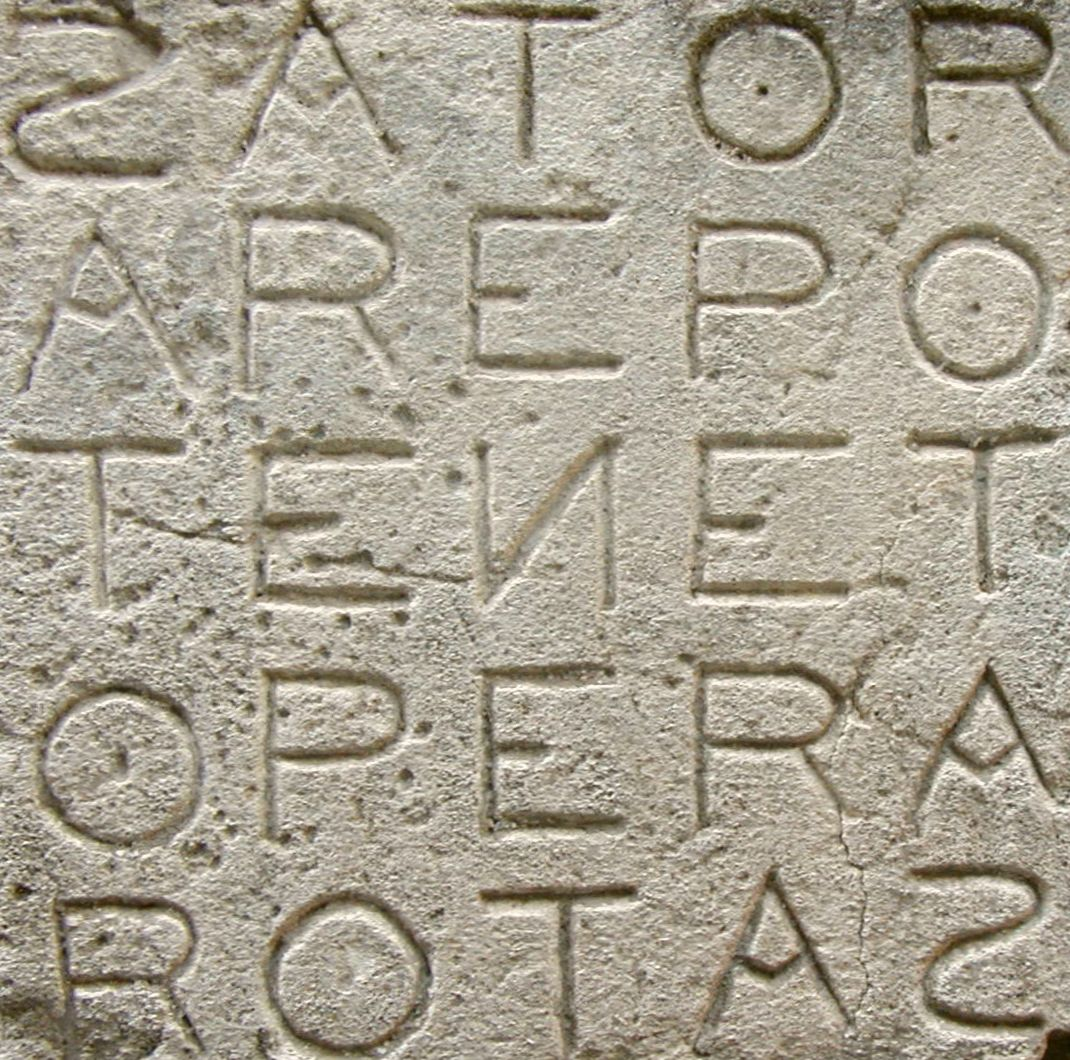
Het satorvierkant, dat een palindroomzin vormt, en in vier richtingen gelezen kan worden.

### Muziek

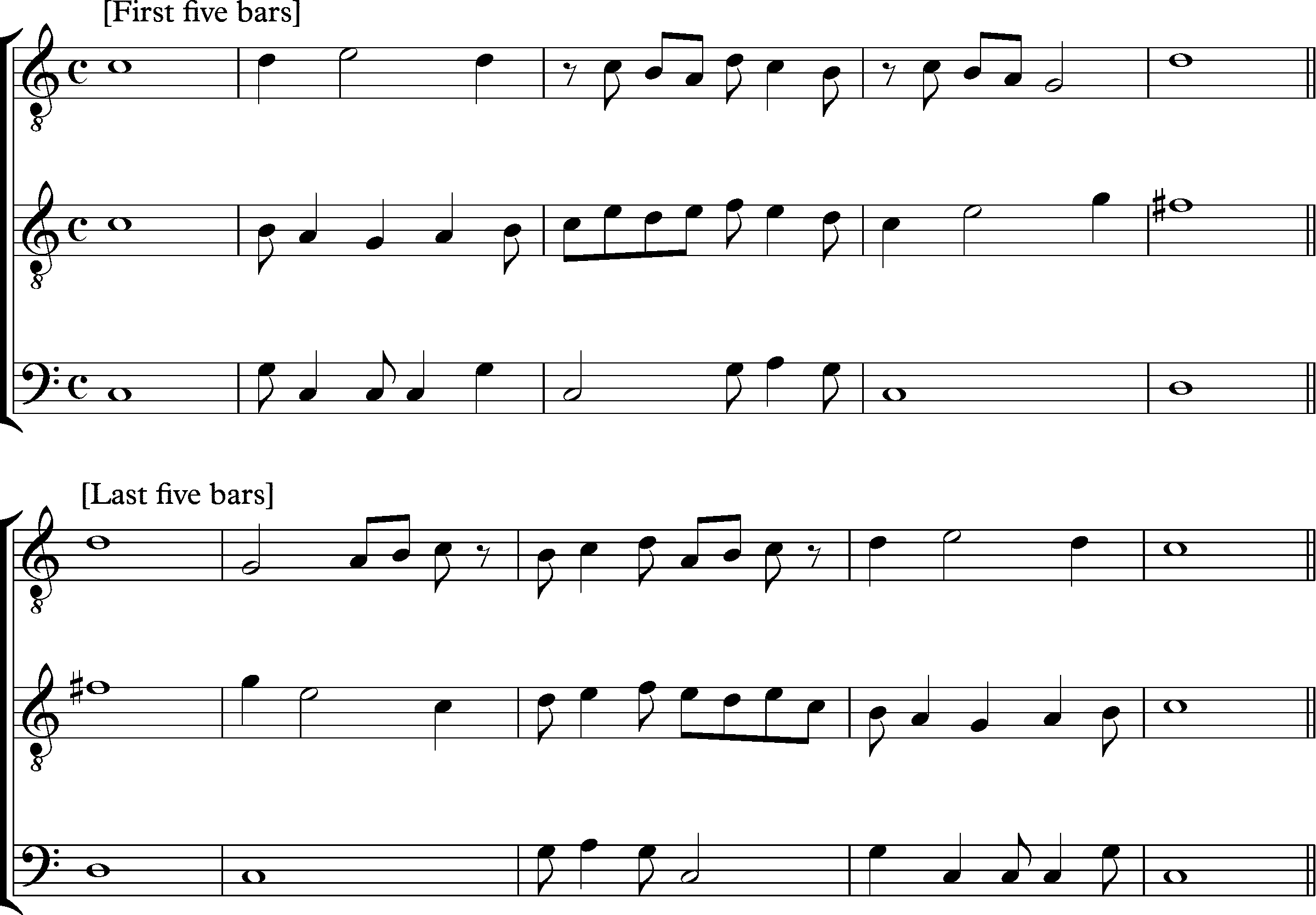
Een muzikaal palindroom in de muziek van Guillaume de Machault

## Voorbeelden